# Brenda Strong
Pour les articles homonymes, voir Strong.
Brenda Strong est une actrice et productrice américaine, née le 25 mars 1960 à Brightwood (Oregon).
Elle commence sa carrière à la télévision et y multiplie les apparitions, en tant que rôles récurrents ou invitée.
Au cinéma, l'actrice a eu de nombreux seconds rôles dans des films comme Starship Troopers (1997), Black Dog (1998), Aussi profond que l'océan (1999) ou Starship Troopers 2 (2004).
Elle est depuis principalement connue pour son rôle de Mary Alice Young dans la série télévisée à succès Desperate Housewives (2004-2012), qui lui vaut deux Screen Actors Guild Award de la meilleure distribution pour une série télévisée comique ainsi que deux citations pour le Primetime Emmy Award du meilleur doublage. 
De 2012 à 2014, elle joue l'un des rôles principaux de la nouvelle version de la série télévisée culte Dallas. Elle poursuit ensuite avec des rôles récurrents comme dans la série  fantastique Supergirl (2016-2021) puis dans la dramatique 13 Reasons Why (2018-2019).

## Biographie

### Enfance et formation
Brenda Strong grandit dans la ville de Portland avant de déménager en Arizona où elle fut diplômée à l'Arizona State University et fut même couronnée Miss Arizona en 1980.
Dès son plus jeune âge, elle est attirée par le milieu du divertissement.
C'est aussi une instructrice de yoga certifiée, qui continue, d'ailleurs, à donner quelques cours.

### Débuts et seconds rôles
Elle commence sa carrière dans les années 1980. Ses premières apparitions à la télévision, très secondaires, débutèrent en 1985 avec Hôpital St Elsewhere, MacGyver et Cheers. Suivront aussi les séries télévisées Matlock, Murphy Brown, Herman's Head, Blossom et enfin son premier rôle récurrent pour quatre épisodes de Twin Peaks, en 1991.  
Au milieu des années 1990, elle tient des rôles réguliers dans de nombreuses séries comme dans Troisième planète après le Soleil, La Vie à cinq et Seinfeld. Elle apparaît également dans Urgences, Un drôle de shérif et Les Dessous de Palm Beach. 
En 1993, au cinéma, elle seconde Nicole Kidman dans deux productions : d'abord le thriller Malice, remake d'un téléfilm américain The Operation, réalisé par Thomas J. Wright en 1990. Cette production reçoit le prix du meilleur réalisateur et le prix du public, lors du Festival du film policier de Cognac en 1994. Puis, dans le drame My Life avec également Michael Keaton et Queen Latifah. 
Entre 1996 et 1997, elle intervient brièvement dans le film fantastique Dangereuse Alliance avant de jouer dans le film de science fiction Starship Troopers, librement inspiré du roman Étoiles, garde-à-vous ! (1959) de Robert A. Heinlein.  
En 1998, elle joue la femme de Patrick Swayze pour le film d'action Black Dog. L'année suivante, elle incarne la meilleure amie de Michelle Pfeiffer dans le drame salué, Aussi profond que l'océan. 
Entre 1998 et 2000, elle se fait mieux connaître des téléspectateurs, pour son rôle récurrent dans Sports Night, où elle interprète Sally Sasser, donnant déjà la réplique à Felicity Huffman. Un rôle qui est considéré comme celui qui lui apporta la reconnaissance et l'installa, durablement, dans le paysage audiovisuel américain, tout comme celui qu'elle occupera, pendant huit épisodes, répartis entre 2000 et 2002, dans la série familiale Sept à la maison.

### Succès télévisuels

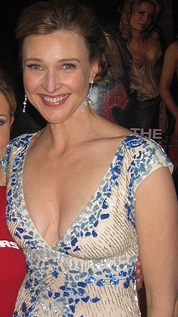
Lors de l'élection Miss America, en 2006.

Au début des années 2000, elle continue d'apparaître en tant que guest-star dans de nombreuses séries télévisées, notamment pour le réseau The WB avec des interventions dans Gilmore Girls et Everwood. 

Logo de la série télévisée Desperate Housewives.

À cette même période, elle apparaît dans d'autre shows installés comme Ally McBeal, Nip/Tuck, Les Experts, Malcolm et The Lyon's Den. Au cinéma, elle joue notamment dans l'anthologie horrifique Terror Tract (2000) et le thriller Dragon rouge (2002) avec Anthony Hopkins et Edward Norton.
De 2004 à 2012, Brenda Strong joue dans la série télévisée à succès Desperate Housewives. La participation de l'actrice est différente des autres protagonistes. En effet, elle incarne Mary Alice Young, une voisine du quartier de Wisteria Lane, qui s'est suicidée dès le premier épisode mais assure la narration de l'ensemble des saisons, jusqu'à la dernière scène. Malgré quelques flashbacks et scènes d'hallucinations, elle apparaît rarement physiquement mais est indissociable du feuilleton. On peut seulement noter deux exceptions, un épisode de la saison 3, raconté par Steven Culp après que son personnage, Rex Van de Kamp eut été tué, de même pour un épisode de la saison 5, narré par Nicollette Sheridan à la suite de la mort de son personnage, Edie Britt.   
Cette série rencontre un succès mondial et la propulse au rang de star et accroît sa visibilité médiatique. La production est nommée et récompensée a de prestigieuses cérémonies, comme les Golden Globes ou les Emmy Awards (l'équivalent des Oscars pour la télévision).  
En 2011 et 2012, Brenda Strong est par exemple citée pour le Primetime Emmy Award du meilleur doublage. Elle est aussi récompensée par l'Actor de la meilleure distribution pour une série télévisée comique, en 2005 et 2006. 
Parallèlement, fidèle à elle-même, elle continue d'apparaître le temps d'un épisode, dans diverses séries comme New York, section criminelle, Boston Justice, et Rizzoli and Isles.

### Confirmation télévisuelle

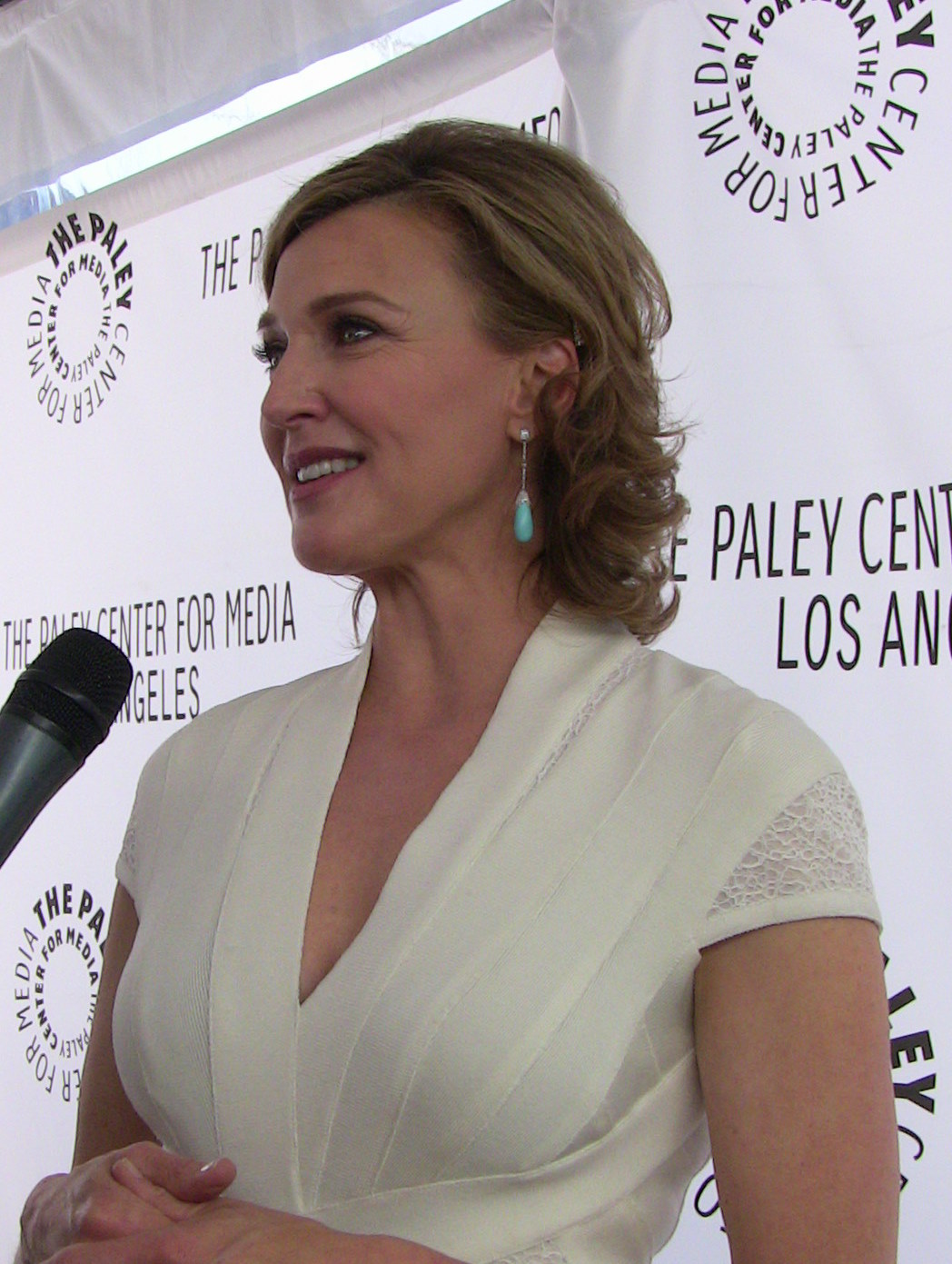
En 2009, pour la promotion de Desperate Housewives.

Le 13 juin 2012, et jusqu'à l'arrêt de la série en 2014, elle fait partie de la distribution principale de Dallas pour la chaîne câblée TNT. Elle était brièvement apparue dans la première version, lors d'un épisode de la saison 10. Cette fois ci, elle y interprète le rôle d'Ann Ewing, un des personnages principaux, il s'agit de la nouvelle femme de Bobby, personnage emblématique de la série d'origine, incarné par Patrick Duffy. 
Entre 2012 et 2014, elle joue aussi dans deux épisodes de la série de Shonda Rhimes, Scandal, popularisée par Kerry Washington.
Entre 2015 et 2016, l'actrice joue dans un épisode des séries Bones, Chicago Police Department et Notorious, puis décroche également des rôles plus développés comme pour la série Les 100, ou elle incarne la reine de la nation des glaces ainsi que Fear the Walking Dead, une série dérivée de l'univers de The Walking Dead.  
Elle est aussi choisie pour incarner la mère du personnage de Lex Luthor dans la série télévisée fantastique Supergirl. C'est une chef diabolique qui utilise ses compétences chirurgicales pour implanter, à ses prisonniers, une technologie extraterrestre.   
Dans le même temps, elle produit un documentaire intitulé Fallen, récompensé lors du Festival du film de Hollywood 2017.   
En 2018, elle apparaît dans la seconde saison de la série dramatique 13 Reasons Why et est ensuite promue en tant que personnage régulier pour la troisième saison,.

### Vie privée
En juillet 1989, elle épouse Tom Henri, dont elle a eu un enfant, Zakery Henri. Ils divorcent en 2011.
Elle épouse en secondes noces l'acteur et réalisateur John Farmanesh-Bocca en mai 2015.

## Filmographie

### Cinéma

#### Courts métrages
- 2012 : An Engagement de John Farmanesh-Bocca : Maman
- 2014 : I Can See You de Lucy Butler : Marnie

#### Longs métrages
- 1986 : Air Force Academy (Weekend Warriors) de Bert Convy : Danielle
- 1987 : La Folle Histoire de l'espace de Mel Brooks : L'infirmière
- 1989 : L'amour est une grande aventure de Blake Edwards : l'agent immobilier sexy (non créditée)
- 1993 : Malice de Harold Becker : Claudia
- 1993 : My Life de Bruce Joel Rubin : Laura
- 1996 : Dangereuse Alliance (The Craft) de Andrew Fleming : Le médecin de Bonnie
- 1998 : Starship Troopers de Paul Verhoeven : Capitaine Deladier
- 1998 : Black Dog de Kevin Hooks : Melanie Crews
- 1998 : Undercurrent de Frank Kerr : Renee Rivera
- 1998 : Get a Job de Gregg Cannizzaro : Emily LaCrosse / la psychiatre
- 1999 : Aussi profond que l'océan de Ulu Grosbard : Ellen
- 2000 : Terror Tract de Lance W. Dreesen et Clint Hutchison : Dr Helen Corey (segment "Come to Granny")
- 2002 : Teddy Bears' Picnic de Harry Shearer : Jackie Sloane Chevron
- 2002 : Dragon Rouge de Brett Ratner : Invitée du dîner
- 2003 : Missing Brendan de Eugene Brady : Joyce Calden
- 2003 : Exposed de Misti Barnes : Susan Andrews
- 2004: The Work and the Glory de Russell Holt : Mary Ann Steed
- 2004 : Starship Troopers 2 : Héros de la Fédération de Phil Tippett : Sergent Dede Rake -directement sorti en vidéo-
- 2005 : The Work and the Glory II: American Zion de Sterling Van Wagenen : Mary Ann Steed
- 2005 : The Kid & I de Penelope Spheeris : Bonnie Roman
- 2006 : The Work and the Glory III: A House Divided de Sterling Van Wagenen : Mary Ann Steed
- 2007 : A Plumm Summer de Caroline Zelder : Viv
- 2008 : Ocean of Pearls de Sarab Neelam : Mary Stewart
- 2009 : You de Melora Hardin : Paula
- 2010 : Privileged de Jonah Salander : Mrs. Carrington -directement sorti en vidéo-
- 2014 : Teacher of the Year de Jason Strouse : Ellen Behr
- 2020 : Deported de Tyler Spindel : Mrs. Becker

### Télévision

#### Téléfilms
- 1987 : Kenny Rogers as The Gambler, Part III: The Legend Continues de Dick Lowry : Desiree
- 1990 : People Like Us de William Hale : Brenda Primrose
- 1992 : Stepfather III de Guy Magar : Lauren Sutliffe
- 1994 : Island City de Jorge Montesi : Dr Sammy Helding
- 2004 : Le Triomphe de Jace de Stuart Gillard : Patty Newfield
- 2006 : Une famille en cavale de Timothy Bond : Carol Peterson
- 2015 : The Leisure Class de Jason Mann : Charlotte
- 2015 : Mon ange de glace (Ice Sculpture Christmas) de David MacKay : Chef Gloria
- 2016 : Coup de foudre sur commande (Love by Chance) de Gary Harvey : Helen

#### Séries télévisées
- 1985 : Hôpital St Elsewhere : Nadine Aurora (saison 4, épisode 4)
- 1985 : Superminds : Miss Speedway (saison 1, épisode 9)
- 1985 : Chasseurs d'ombres : Angela Taylor (saison 1, épisode 7)
- 1986 : MacGyver : Lila (saison 1, épisode 22)
- 1986 : Cheers : Vicki (saison 5, épisode 2)
- 1986 : Mr. Gun : Miss Hotchkins, la propriétaire (saison 1, épisode 12)
- 1987 : Dallas : le coup d'un soir de Cliff (saison 10, épisode 18)
- 1987 : Hôtel : Hilary Sinclair (saison 5, épisode 7)
- 1988 : Star Trek : La Nouvelle Génération : Rashella (saison 1, épisode 16)
- 1988 : Sonny Spoon : Carla (saison 1, épisode 7)
- 1989 : Jack Killian, l'homme au micro : Kristen (saison 1, épisode 9)
- 1989 : Flic à tout faire : Nun (saison 2, épisode 12)
- 1989 : Matlock : Jan Sinclair (saison 3, épisode 17)
- 1990 : Le Père Dowling : Miss Cantrell/O'Grady (saison 2, épisode 9)
- 1991 : Anything but Love : rôle non communiqué (saison 3, épisode 7)
- 1991 : Twin Peaks : Ms Jones (4 épisodes : saison 2, épisodes 14, 15, 17 & 18)
- 1991 : Murphy Brown : Janine (saison 3, épisode 13)
- 1991-1992 : Petite Fleur : Diane (2 épisodes : saison 1, épisode 5 & saison 2, épisode 21)
- 1992 : Les Aventures du jeune Indiana Jones : Beatrice Kaufman (saison 2, épisode 8)
- 1992 : Scorch : Allison King (6 épisodes)
- 1992 : Rachel Gunn, R.N. : Sheila (saison 1, épisode 12)
- 1992 : Sibs : Naomi (saison 1, épisode 9)
- 1992 : Herman's Head : Dr Paige Holland (saison 1, épisode 19)
- 1992 : Grapevine : Allison (saison 1, épisode 5)
- 1992 : Le Juge de la nuit : Jessica Sadler (saison 2, épisode 13)
- 1993 : The Second Half : Heather (saison 1, épisode 4)
- 1993 : Un drôle de shérif (aussi connue sous le nom de High Secret City, la ville du grand secret) : Sarah Evans (saison 2, épisode 3)
- 1993 : Les Dessous de Palm Beach : Candy Grayson (saison 3, épisode 10)
- 1994 : Urgences : Sally Niemeyer (non créditée)
- 1996 : La Vie à cinq : Kathleen Isley (6 épisodes : saison 2, épisodes 15, 16, 17, 19, 20 & 22)
- 1996 : The John Larroquette Show : Christine Taylor (saison 3, épisode 9)
- 1996 : Murphy Brown : Tara Baker (saison 8, épisode 22)
- 1996 : Too Something : Sheryl Coveny (saison 1, épisode 9)
- 1996-1997 : Seinfeld : Sue Ellen Mischke (4 épisodes : saison 7, épisodes 12 & 21; saison 8, épisode 9; saison 9, épisode 8)
- 1996-1997 : Troisième planète après le Soleil : Mlle Frost (2 épisodes : saison 2, épisodes 7 & 26)
- 1997 : Roar, la légende de Conor : Megan (saison 1, épisode 10)
- 1997 : Nés à Chicago : Nina (saison 1, épisode 6)
- 1998 : L'Irrésistible Jack : Susan Bend (saison 1, épisode 5)
- 1998-2000 : Sports Night : Sally Sasser (7 épisodes : saison 1, épisodes 10, 12, 16, 17, 20 & 22; saison 2, épisode 12)
- 1999 : Merci les filles : Kasey Morton (saison 1, épisode 2)
- 1999 : Any Day Now : Jana Durham (saison 2, épisode 7)
- 1999 : Safe Harbor : Marilyn Conray (saison 1, épisode 5)
- 2000 : La Famille Green : Olivia Clark (saison 1, épisode 18)
- 2000 : The Michael Richards Show : Beth (saison 1, épisode 3)
- 2000-2002 : Sept à la maison : Mrs. Carmen Mackoul (8 épisodes : saison 5, épisodes 2, 8, 17 & 20; saison 6, épisodes 5, 11, 12 & 16)
- 2001 : Ally McBeal : Geri Hill (saison 4, épisode 11)
- 2001 : Les Experts : Dr Leigh Sapien (saison 2, épisode 3)
- 2001 : Les voleurs : Loretta (saison 1, épisode 3)
- 2001 : Gilmore Girls : Eva (saison 2, épisode 7)
- 2001 : Dawson : Kay Liddell, la mère d'Audrey (saison 5, épisode 6)
- 2002 : Bram & Alice : Theresa (saison 1, épisode 8)
- 2002 : The Court : Marsha Palmer (4 épisodes : saison 1, épisodes 1, 4, 5 & 6)
- 2002 : Malcolm : Amelia (saison 4, épisode 3)
- 2002-2005 : Everwood : Julie Brown (5 épisodes : saison 1, épisodes 1, 2 & 18; saison 2, épisode 22; saison 3, épisode 21)
- 2003 : Adam Sullivan : Juge Kimberly Flynn (saison 1, épisode 5)
- 2003 : Nip/Tuck : Iris (2 épisodes : saison 1, épisodes 4 & 5)
- 2003 : The Lyon's Den : Rebecca McCandless (saison 1, épisode 3)
- 2004 : The Help : Arlene Ridgeway (7 épisodes : saison 1, épisodes 1 à 7)
- 2004-2012 : Desperate Housewives : Mary Alice Young (narration et acting, 180 épisodes)
- 2006 :  Just Legal : Liza Lynch (saison 1, épisode 8)
- 2006–2007 : Help Me Help You : Linda (4 épisodes : saison 1, épisodes 9, 10, 11 & 13)
- 2007 : Larry et son nombril : Dr Sheila Flomm (saison 6, épisode 8)
- 2007 : Shark : Olivia Hartnell (saison 2, épisode 7)
- 2008 : New York, section criminelle : Kathy Jarrow (saison 7, épisode 13)
- 2008 : Boston Justice : Juge Judy Beacon (saison 5, épisode 4)
- 2010 : Scoundrels : Penny Priest (saison 1, épisode 6)
- 2010 : Rizzoli and Isles : Mel Gaynor-Randle (saison 1, épisode 6)
- 2012-2014 : Dallas : Ann Ewing (40 épisodes)
- 2012-2014 : Scandal : Joan Reston (2 épisodes : saison 2, épisode 5 et saison 3, épisode 16)
- 2012-2015 : Blood Relatives : narratrice (33 épisodes)
- 2014 : Les Mystères de Laura : Margot Preston (saison 1, épisode 8)
- 2015 : Bones : Sénatrice Hayley Winters (saison 11, épisode 6)
- 2016 : Chicago Police Department : Attorney Green (saison 3, épisode 10)
- 2016 : Notorious : Maggie Sherman (saison 1, épisode 5)
- 2016-2017 : Fear The Walking Dead : Ilene Stowe (4 épisodes)
- 2016-2021 : Supergirl : Lilian Luthor (17 épisodes)
- 2016-2019 : Les 100 : Nia, reine de la nation des glaces (4 épisodes : saison 3, épisodes 3, 4 & 5 et saison 6, épisode 11)
- 2017 : Pillow Talk : Barbara (saison 2, 3 épisodes)
- 2018-2019 : 13 Reasons Why : Nora Walker (depuis la saison 2, 21 épisodes)

### Productrice
- 2015 : I Did Not Forget You de John Farmanesh-Bocca (court métrage)
- 2017 : Fallen de Thomas Marchese (documentaire)
- 2019 : #3 Normandy Lane d'elle-même (court métrage)

## Voix francophones
En France, Brenda Strong est régulièrement doublée par Françoise Cadol.

## Distinctions

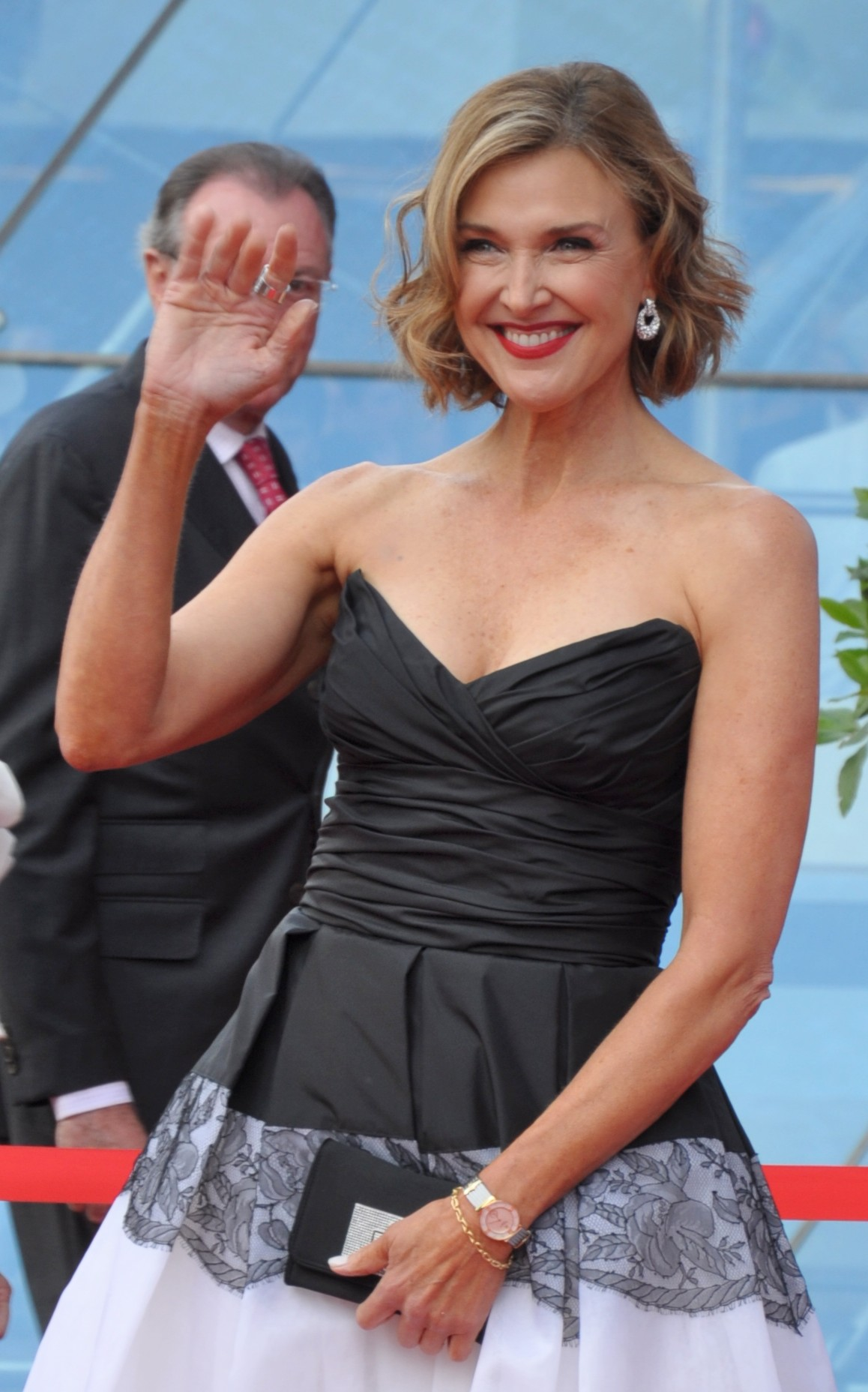
Lors du Festival de télévision de Monte-Carlo, en 2013.

Sauf indication contraire ou complémentaire, les informations mentionnées dans cette section proviennent de la base de données IMDb

### Récompenses
- Screen Actors Guild Awards 2005 : meilleure distribution pour une série télévisée comique dans Desperate Housewives
- Screen Actors Guild Awards 2006 : meilleure distribution pour une série télévisée comique dans Desperate Housewives
- Chicago International REEL Shorts Festival 2014 : Meilleure actrice dans un second rôle pour I Can See You
- Los Angeles Movie Awards 2016 : 
  - Meilleure narration dans un court métrage pour I Did Not Forget You
  - Audience Award pour I Did Not Forget You
- Festival du film de Hollywood 2017 : Prix du grand jury du meilleur documentaire pour Fallen
- International Women's Film Festival 2019 : meilleur court métrage pour #3 Normandy Lane

### Nominations
- Gold Derby Awards 2006 : Meilleure distribution pour Desperate Housewives
- Screen Actors Guild Awards 2007 : meilleure distribution pour une série télévisée comique dans Desperate Housewives
- Screen Actors Guild Awards 2008 : meilleure distribution pour une série télévisée comique dans Desperate Housewives
- Screen Actors Guild Awards 2009 : meilleure distribution pour une série télévisée comique dans Desperate Housewives
- Primetime Emmy Awards 2011 : meilleur doublage pour Desperate Housewives
- Primetime Emmy Awards 2012 : meilleur doublage pour Desperate Housewives
- NewFilmmakers Los Angeles 2017 : Meilleur court-métrage dramatique pour I Did Not Forget You
- USA Film Festival 2017 : Grand Prix du festival pour I Did Not Forget You (seconde place)